# Agência Nacional para a Avaliação e Acreditação Académica
A Agência Nacional para a Avaliação e Acreditação Académica (em tétum:  Ajensia Nasional ba Avaliasaun i Akreditasaun Akademika; ANAAA) é um instituto público responsável pela garantia da qualidade e acreditação dos institutos do ensino superior de Timor-Leste, que opera no âmbito do Ministério da Educação. A ANAAA foi criada através do decreto-lei n.º 21 de 1 de dezembro de 2010.